# Barranc de Llepós
El Barranc de Llepós és un barranc de l'antic terme de Sapeira, actualment inclòs en el terme municipal de Tremp, al Pallars Jussà.
Es forma al vessant sud de la Roca Mosquera, al Bosc de Sapeira, a 1.376 m. alt. Des d'aquell lloc davalla cap a l'oest-nord-oest i passa pel sud de la Torre del Senyor. També deixa al nord els masos de Ballivell i de Bepo, el darrer més proper al barranc que el segon. Finalment, s'aboca en el barranc del Solà just al sud-est del Molí de Barreda.